# Simi Fehoko
Simione Tufui Fehoko (Salt Lake City, Utah, 5 de noviembre de 1997) más conocido como Simi Fehoko, es un jugador profesional estadounidense de fútbol americano que se desempeña en la posición de wide receiver en Los Angeles Chargers, equipo de la National Football League (NFL).

## Carrera
Fue seleccionado en la quinta ronda en la Reunión Anual de Selección de Jugadores de la NFL de 2021. Hizo su debut profesional con el equipo Dallas Cowboys, en el cual jugó tres temporadas (2021-2023), luego pasó a Los Angeles Chargers, donde lleva jugando una temporada.